# Pedro Tumbas
Pedro Tumbas o Tinieblo Lalosa (en el francés original, Pierre Tombal) es una serie de historieta creada en 1983 por el guionista Raoul Cauvin y el dibujante Marc Hardy. Consta de aventuras cortas, de una o dos páginas), protagonizadas por el personaje homónimo: un sepulturero.

## Argumento
Pierre Tombal cava tumbas en el cementerio para enterrar a los muertos. Estos aparecen en diferentes estados de descomposición y la propia Muerte hace también su aparición en los gags, equipada con su hoz y su vestido negro tradicionales.
A menudo, Pierre acude al bar de la esquina, donde puede charlar y jugar a las cartas con sus colegas: un marino, que se dedica al buceo, y el empresario de pompas fúnebres, que se encarga de las incineraciones. Un cuarto personaje se añade entonces a la mesa para jugar y escuchar sus historias.
Tras la barra, Anita demuestra una paciencia infinita.

## Trayectoria editorial
La primera entrega de las serie apareció en el número 2372 de la "Le journal de Spirou" (29/09/1983), habiéndose recopilado desde entonces en los siguientes álbumes:

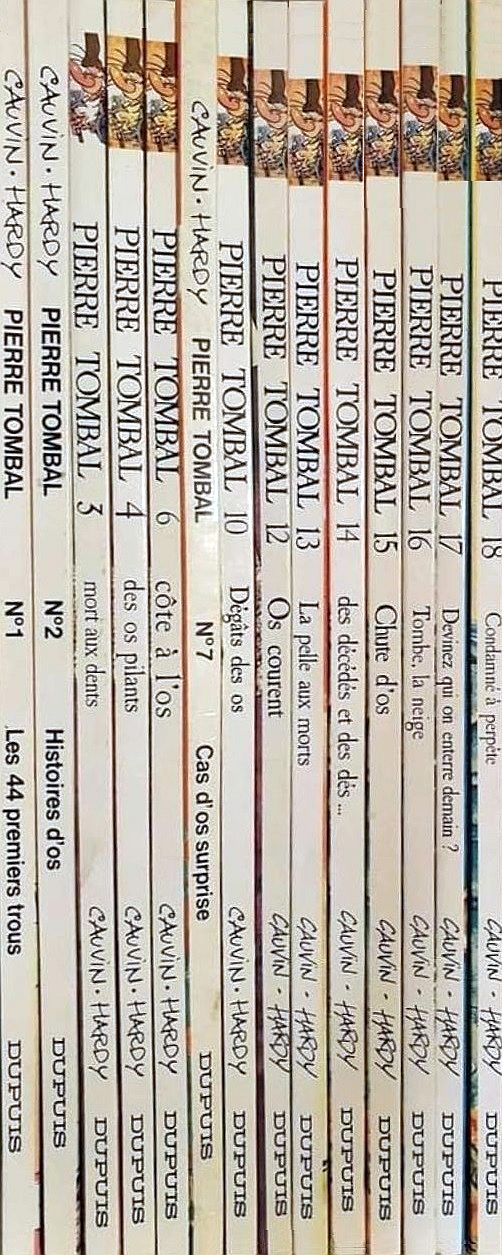
Vols. 1-4, 6 y 7, 10, 12-18

- 1 : Les 44 premiers trous, 1986 (ISBN 978-2-8001-1323-4).
- 2 : Histoires d'os, 1986 (ISBN 978-2-8001-1413-2).
- 3 : Morts aux dents, 1987 (ISBN 978-2-8001-1492-7).
- 4 : Des os pilants, 1987 (ISBN 978-2-277-33255-8).
- 5 : Ô suaires, 1988 (ISBN 978-2-8001-1613-6).
- 6 : Côte à l'os, 1989 (ISBN 978-2-8001-1655-6).
- 7 : Cas d'os surprise, 1990 (ISBN 978-2-8001-1741-6).
- 8 : Trou dans la couche d'os jaunes, 1991 (ISBN 978-2-8001-1828-4).
- 9 : Voyage de n'os, 1992 (ISBN 978-2-8001-1937-3).
- 10 : Dégâts des os, 1993 (ISBN 978-2-8001-2003-4).
- 11 : La défense des os primés, 1994 (ISBN 978-2-8001-2098-0).
- 12 : Os Courent, 1995 (ISBN 978-2-8001-2196-3).
- 13 : La pelle aux morts, 1996 (ISBN 978-2-8001-2313-4).
- 14 : Des Décédés et des dés, 1997 (ISBN 978-2-8001-2427-8).
- 15 : Chute d'os, 1997 (ISBN 978-2-8001-2560-2).
- 16 : Tombe, la neige, 1998 (ISBN 978-2-8001-2646-3).
- 17 : Devinez qui on enterre demain ?, 1999 (ISBN 978-2-8001-2784-2).
- 18 : Condamné à perpète, 2000 (ISBN 978-2-8001-2945-7).
- 19 : Squelettes en fête, 2001 (ISBN 978-2-8001-3112-2).
- 20 : Morts de rire, 2002 (ISBN 978-2-8001-3260-0).

H.S. Best Of, Tome 1, 2003 (ISBN 978-2-8001-3203-7).
- 21 : K.os, 2003 (ISBN 978-2-8001-3355-3).
- 22 : Ne jouez pas avec la mort !, 2005 (ISBN 978-2-8001-3513-7).
- 23 : Regrets éternels, 2006 (ISBN 978-2-8001-3776-6.
- 24 : On s'éclate mortels, 2007 (ISBN 978-2-8001-3946-3).
- 25 : Mise en orbite, 2008 (ISBN 2-8001-3203-5)
- 26 : Pompes funèbres, 2009 (ISBN 9782800144658).
- 27 : Entre la vie et la mort, 2011 (ISBN 9782800147550).
- 28 : L'amour est dans le cimetière, 2012[4] (ISBN 9782800151557).

En España fue publicado como Pedro Tumbas en las revistas "Fuera Borda" de Sarpe y como Tinieblo Lalosa en "Guai!", "Super Mortadelo" y "Yo y yo"
de Ediciones B. Esta editorial lanzó también un álbum titulado Juego de huesos en 1990. 